# Mastigoteuthis agassizii
Mastigoteuthis agassizii is een inktvis uit de familie Mastigoteuthidae. De wetenschappelijke naam van de soort werd in 1881 gepubliceerd door Addison Emery Verrill.